# Brigitte Totschnig
Brigitte Totschnig coniugata Habersatter (Filzmoos, 30 agosto 1954) è un'ex sciatrice alpina austriaca, vincitrice di due Coppe del Mondo di discesa libera.

## Biografia
Sciatrice polivalente con propensione alla velocità, Brigitte Totschnig è sorella di Andrea e Sigrid, a loro volta sciatrici alpine. Ottenne il primo piazzamento in Coppa del Mondo l'11 dicembre 1971, giungendo 9ª in discesa libera a Val-d'Isère, e ai successivi XI Giochi olimpici invernali di Sapporo 1972, sua prima presenza olimpica, si classificò 15ª nella discesa libera. Nella medesima specialità conquistò il primo podio in Coppa del Mondo, il 19 dicembre 1972 a Saalbach (3ª dietro alla connazionale Annemarie Moser-Pröll e alla francese Jacqueline Rouvier), fu 2ª nella classifica di specialità di Coppa Europa nella stagione 1973-1974 e ottenne la prima vittoria in Coppa del Mondo, il 10 dicembre 1975 ad Aprica. 
L'anno seguente venne convocata per i XII Giochi olimpici invernali di Innsbruck 1976, sua ultima presenza olimpica, dove conquistò la medaglia d'argento, valida anche ai fini dei Mondiali 1976, nella discesa libera vinta dalla tedesca occidentale Rosi Mittermaier; si classificò inoltre 16ª nello slalom gigante e non completò lo slalom speciale. In quella stessa stagione 1975-1976 si aggiudicò la Coppa del Mondo di discesa libera con 19 punti di vantaggio sulla svizzera Bernadette Zurbriggen, trofeo che riuscì a conquistare anche nella successiva stagione 1976-1977 con 5 punti di margine sulla Moser-Pröll, dopo aver ottenuto fra l'altro l'ultima vittoria, nonché ultimo podio, nel circuito, il 12 marzo a Heavenly Valley sempre in discesa libera. L'ultimo piazzamento della sua carriera agonistica fu il 17º posto ottenuto nella discesa libera di Coppa del Mondo disputata a Lake Placid il 2 marzo 1979.

## Palmarès

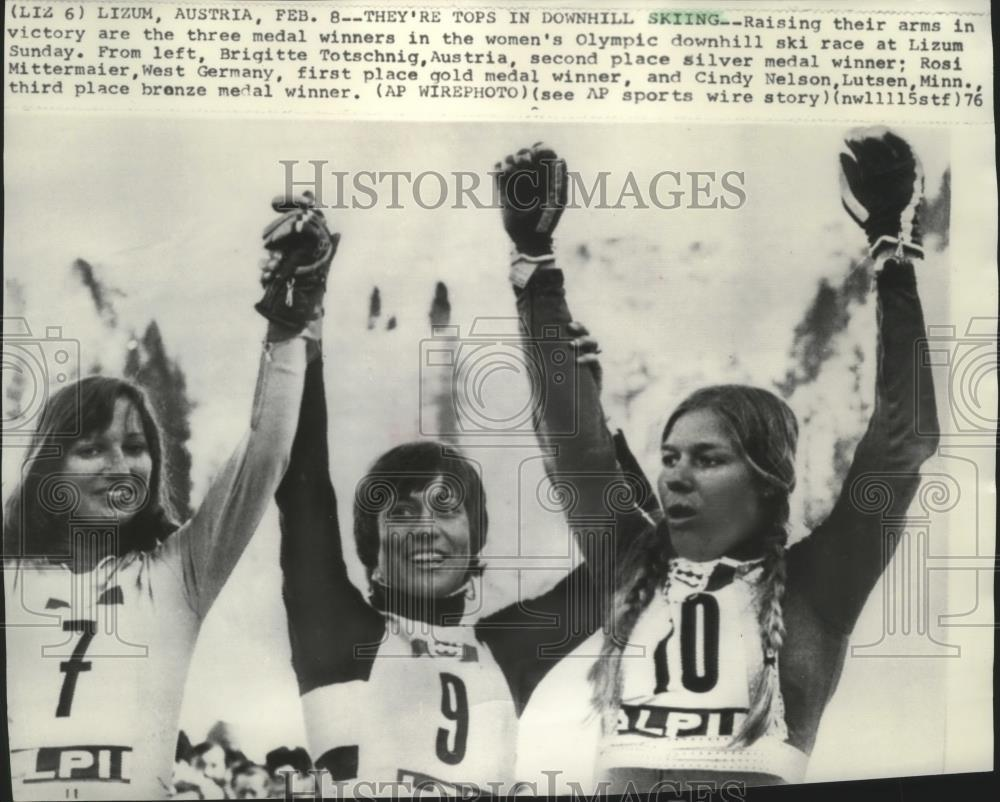
Il podio della discesa libera femminile ai XII Giochi olimpici invernali di : da sinistra, Brigitte Totschnig (argento), Rosi Mittermaier (oro) e Cindy Nelson (bronzo)

### Olimpiadi
- 1 medaglia, valida anche i fini dei Mondiali:
  - 1 argento (discesa libera a Innsbruck 1976)

### Coppa del Mondo
- Miglior piazzamento in classifica generale: 4ª nel 1977
- Vincitrice della Coppa del Mondo di discesa libera nel 1976 e nel 1977
- 13 podi (11 in discesa libera, 1 in slalom gigante, 1 in combinata):
  - 8 vittorie (7 in discesa libera, 1 in slalom gigante)
  - 2 secondi posti
  - 3 terzi posti

#### Coppa del Mondo - vittorie
| Data             | Località        | Paese       | Specialità |
| ---------------- | --------------- | ----------- | ---------- |
| 10 dicembre 1975 | Aprica          | Italia      | DH         |
| 7 gennaio 1976   | Hasliberg       | Svizzera    | DH         |
| 12 marzo 1976    | Aspen           | Stati Uniti | DH         |
| 11 dicembre 1976 | Courmayeur      | Italia      | GS         |
| 20 dicembre 1976 | Zell am See     | Austria     | DH         |
| 21 dicembre 1976 | Zell am See     | Austria     | DH         |
| 25 gennaio 1977  | Crans-Montana   | Svizzera    | DH         |
| 12 marzo 1977    | Heavenly Valley | Stati Uniti | DH         |

Legenda:

DH = discesa libera

GS = slalom gigante

### Coppa Europa
- Miglior piazzamento in classifica generale: 5ª nel 1974
- 5 podi:
  -  1 vittoria[senza fonte]

#### Coppa Europa - vittorie
| Stagione | Località            | Paese   | Specialità |
| -------- | ------------------- | ------- | ---------- |
| 1974     | Steinach am Brenner | Austria | DH         |

Legenda:

DH = discesa libera

### Campionati austriaci
- 8 medaglie[2]:
  - 2 ori (discesa libera, combinata nel 1978)
  - 5 argenti (discesa libera, combinata[senza fonte] nel 1975; discesa libera, slalom gigante nel 1976; discesa libera nel 1977)
  - 1 bronzo (slalom speciale nel 1975)

## Riconoscimenti
- Sportiva austriaca dell'anno 1976[3]